# Irohalen
Irohalen (àrab ارحالن) és una comuna rural de la província de Chichaoua de la regió de Marràqueix-Safi. Segons el cens de 2014 tenia una població total de 5.854 persones.